# Arno Volk
Arno Volk (* 15. Januar 1914 in Würzburg; † 7. Juli 1987 in Ingelheim am Rhein) war ein deutscher Musikwissenschaftler und Verleger.
Arno Volk studierte in Köln und gehörte seit 1934 der Kölner Burschenschaft Germania an. Er wurde bei Karl Gustav Fellerer 1943 mit der Dissertation Ernst Eichner. Sein Leben und seine Bedeutung für die Entwicklung der Kammermusik und der Solokonzerte promoviert.
Er gründete 1950 in Köln den Arno-Volk-Verlag, der später in Henning Müller-Buschers Laaber-Verlag aufging.